# Wendy Mao

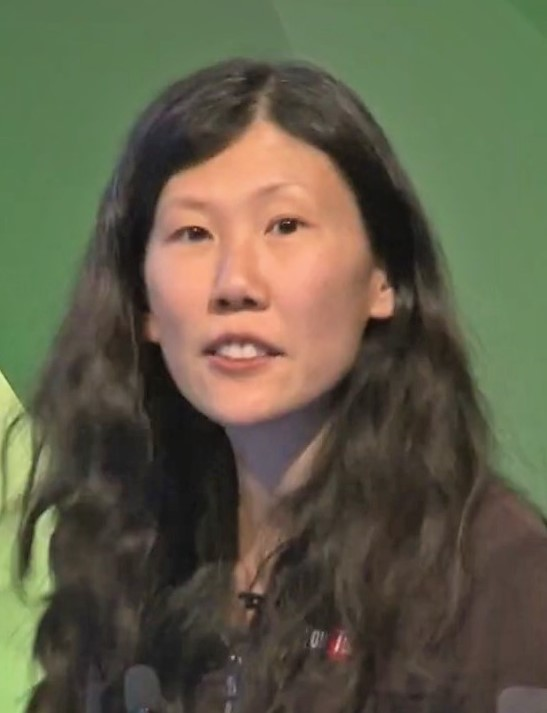
Wendy Mao (2019)

Wendy Li-Wen Mao (* vor 2005 in Washington, D.C.) ist eine US-amerikanische Geologin und Werkstoffwissenschaftlerin. Sie arbeitet als Professorin am Stanford Linear Accelerator Center (SLAC) der Stanford University. Ihre Forschung beschäftigt sich mit der Physik des Inneren von Planeten und dem Verhalten von Materie unter extremen Bedingungen.

## Herkunft und Ausbildung
Wendy Mao ist die Tochter des in Taiwan aufgewachsenen US-amerikanischen Geowissenschaftlers Ho-Kwang Mao und seiner Frau Agnes Mao. Sie wuchs in Washington, D.C. auf. Mao studierte am Massachusetts Institute of Technology (MIT) mit Spezialisierung auf Materialwissenschaft und Werkstofftechnik. In dieser Zeit wurde Mao in die akademische Ehrengesellschaft Phi Beta Kappa aufgenommen. Für ihr Graduiertenstudium in Geochemie wechselte sie in der Folge an die University of Chicago, wo die Physik des eisernen Erdkerns ihren Schwerpunkt bildete.

## Forschungskarriere
2007 wurde Wendy Mao Mitglied an der geologischen Fakultät der kalifornischen Stanford University, 2014 Associated Professor, 2019 wurde sie ordentliche Professorin und Direktorin des Instituts für Photon Science. Ihre Forschung untersucht insbesondere die Auswirkung extremer Bedingungen auf Materialien für die Energiegewinnung und -speicherung.
2015 fand Mao deutliche Hinweise, dass das Leben auf der Erde bereits seit 4,1 Mrd. Jahren existiert und damit auch das gut dokumentierte große Asteroiden-Bombardement im inneren Sonnensystem überlebt hat, welches auch die Krater auf dem Mond geschaffen hat. Sie verwendete Röntgenstrahlen, um Zirkone zu untersuchen, widerstandsfähige Mineralien aus geschmolzenem Gestein, die Informationen über ihre unmittelbare Umgebung für Hunderttausende von Jahren bewahren können. Daneben benutzte Mao Röntgenlaser und Freie-Elektronen-Laser am SLAC, um die Bildung von Eis in Abhängigkeit von Druck und Temperatur zu untersuchen.
In ihren materialwissenschaftlichen Studien beschäftigte sie mit der Entwicklung von leichten, aber sehr belastbaren Hoch-Entropie-Legierungen gemäß der dichtesten Kugelpackung-Struktur. Vor den Arbeiten von Wendy Mao war allgemein anerkannt, dass sich Metallatome wegen der starken magnetischen Interaktionen nicht gemäß der dichtesten Kugelpackung anordneten. Sie konnte am Beispiel Perowskit zeigen, dass die Anwendung hoher Drücke diese Atominteraktionen stören und entstehende Dichteste-Kugel-Strukturen weiterbestehen können, auch wenn der Druck wegfällt. Perowskite existieren in verschiedenen Phasen, wobei die sogenannte „schwarze Phase“ einen beeindruckenden photovoltaischen Wirkungsgrad zeigt. Mao wies nach, dass unter hohem Druck in einer Diamantstempelzelle eine „gelbe Perowskit-Phase“ durch Erhitzen der Kristalle auf 450 °C und langsames Abkühlen bis Raumtemperatur in eine stabile „schwarze Phase“ umgewandelt werden kann.

## Auszeichnungen
- 2008 Auszeichnung für hervorragende Lehre am Stanford University Consortium for Materials Properties Research in Earth Sciences[9]
- 2013 Award der Mineralogical Society of America[10]
- 2021 Wahl zur Fellow der European Association of Geochemistry[11]
- 2021 Wahl zur Fellow der American Geophysical Union[12]